# 굴절률

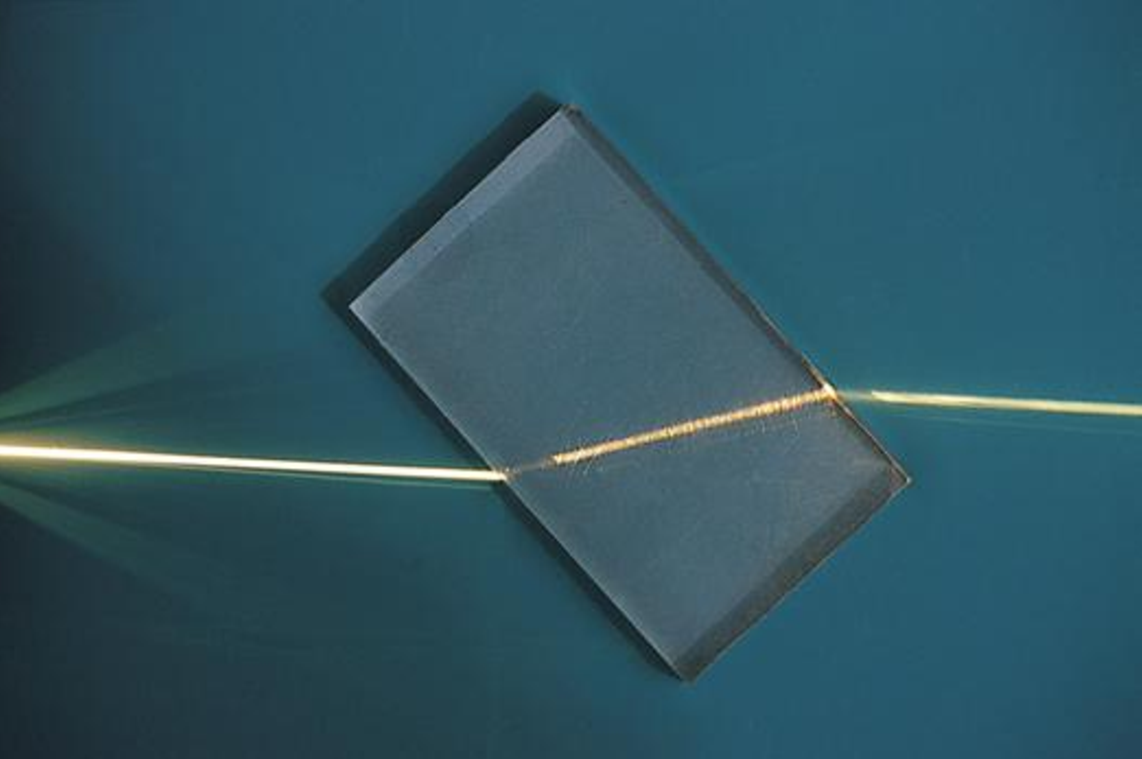
플라스틱 블록에 굴절되고 있는 광선.

굴절률(屈折率, 영어: refractive index)은 투명한 매질로 빛이 진행할 때, 광속이 줄어드는 비율을 가리킨다. 진공중에서의 광속을 {\displaystyle {c}\,}라고 하면 굴절률이 {\displaystyle {n}\,}인 매질 내에서 빛의 속도는 {\displaystyle \,{\frac {c}{n}}}으로 줄어든다. 예를 들어 굴절률 1.5인 유리에서의 광속은 {\displaystyle {\frac {c}{1.5}}=0.67c}이다.
굴절률이 서로 다른 매질의 경계면에서는 빛이 스넬의 법칙 n1 sin θ1 = n2 sin θ2에 따라 휘게 되며, 입사각에 따라 일부는 반사하게 된다.
굴절률은 또한 계면에서 반사되는 빛의 양과 전반사가 발생하는 임계각을 결정하며, 프레넬 방정식에 따라 반사 및 투과의 강도와 브루스터 각도 정의한다.
굴절률은 파장에 따라 달라질 수 있다. 이러한 특성으로 인해 백색광이 굴절될 때 여러 색으로 분리되는데, 이를 빛의 분산(dispersion)이라고 한다. 분산 현상은 프리즘이나 무지개에서 쉽게 관찰할 수 있으며, 렌즈에서는 색수차로 나타난다. 또한 특정 물질의 굴절률을 단일 값으로 표기할 때는 반드시 측정에 사용된 파장을 명시해야 한다.
빛이 흡수성 물질을 통과할 때는 파동 방정식을 응용하여 복소수 형태의 굴절률로 설명할 수 있다. 이때 실수 부분은 빛의 굴절을 담당하고, 허수 부분은 빛의 감쇠(attenuation)를 설명한다.
굴절률 개념은 전자기파 외에도 음파를 비롯한 모든 파동 현상에도 적용될 수 있다. 소리의 경우 빛의 속도 대신 음속이 사용되며, 진공이 아닌 다른 기준 매질을 선택해야 한다.

## 정의
굴절률 {\displaystyle {n}\,}은 빛의 위상속도 {\displaystyle {c}\,}와 물질 내에서의 위상속도 {\displaystyle v_{\mathrm {p} h}\,}의 비로 정의된다.
{\displaystyle n={\frac {c}{v_{\mathrm {p} h}}}}

## 빛과 매질의 교차
빛이 입자나 파동으로 생각할 수 있듯, 광학에서는 파동으로 다룬다. 파동은 다른 매질에서 다른 속도로 진행한다. 예를 들어, 물을 통과할때의 속도와 공기를 통과할 때 속도에는 차이가 있다. 빛이 하나의 매질에서 다른 매질로 넘어 통과할 때, 같은 파동이 다른 속도로 진행한다. 이 과정을 다음과 같이 생각할 수 있다. 빛 파동이 투명한 물질로 들어가고 그 물질을 이루는 원자들의 전자들을 여기시킨다. 여기된 전자들은 그 고유의 빛 파동을 방출한다. 원자들 사이에서 빛은 빛의 속도({\displaystyle c=3\times 10^{8}\mathrm {m/s} })로 진행한다. 그러나 유리의 경우, 빛의 속도는 약 {\displaystyle 2\times 10^{8}\mathrm {m/s} }이다.
굴절률은 빛의 전파속도 뿐만이 아니라, 굽힘각(bending angle)과 물질에 의해 전파와 굴절된 양으로 기술된다. 또한 브루스터 각(Brewster angle), 편광이 완전 흡수 될 때의 슬런트 각(slant angle)으로 정의된다.
각 매질로 부터의 빛의 반사되는 양은 접촉면에서의 굴절률 변화의 제곱에 비례한다:
{\displaystyle R=\left[{\frac {n_{1}-n_{2}}{n_{1}+n_{2}}}\right]^{2}}
공기와 유리의 굴절률은 각각 {\displaystyle n_{1}=1,\ n_{2}=1.5}이다.
그러므로 빛의 반사된 양은 약 4%이다.

## 원리
원자 규모에서 전자기파의 위상 속도가 물질 내에서 느려지는 이유는, 전기장이 매질의 전기 감수율에 비례하여 각 원자의 전하(주로 전자)에 교란을 일으키기 때문이다. 비슷하게, 자기장도 매질의 자기 감수율에 비례하여 전하에 영향을 준다.
전자기파에서 전자기장은 진동하며, 이에 따라 매질 내 전하들은 동일한 주파수로 앞뒤로 흔들리게 된다.:67 이러한 움직임은 원래의 전자기파와 같은 주파수를 갖지만, 일반적으로 위상 지연이 발생한 새로운 전자기파를 방출하게 한다. 이는 전하들이 진동을 유도하는 힘과 위상이 어긋나게 움직이기 때문이다 (조화 진동자 문서 참고).
매질을 통과하는 빛은 이러한 모든 전하들이 방출한 전자기파가 원래의 빛과 합쳐진 결과로 나타난다. 즉, 원래의 파동과 전하 진동으로 방출된 파동이 거시적으로 중첩된 결과이다. 이 파동은 일반적으로 주파수는 같지만 파장이 짧아져 위상 속도가 느려지게 된다. 하지만, 전하의 진동으로 인해 방출된 에너지 중 일부는 다른 방향으로 퍼지거나 다른 주파수로 방출되기도 하는데 이를 산란이라고 한다.
원래의 빛과 전하들이 방출하는 빛 사이의 위상 차이에 따라 다양한 결과가 발생한다:
1. 90° 위상 차 (정상 굴절, Normal Refraction):
  - 전자들이 원래의 빛보다 90도 느리게 빛을 방출하면, 전체 빛의 속도가 느려진다.
  - 이는 유리나 물과 같은 투명한 물질에서 일반적으로 나타나는 정상 굴절이다.
  - 실수이면서 1보다 큰 굴절률을 가진다.[4]
2. 270° 위상 차 (비정상 굴절, Anomalous Refraction):
  - 전자들이 270도 느리게 빛을 방출하면, 전체 빛의 속도가 더 빨라진다.
  - 이는 기체의 흡수선 근처(주로 적외선 영역), X선, 지구의 전리층에서의 라디오파에서 관찰된다.
  - 유전율이 1보다 작아져 굴절률도 1보다 작아지고, 위상 속도가 진공 속도(c)보다 커진다.
  - 금속이나 플라즈마와 같은 매질에서 매우 강한 반응이 발생하면, 유전율이 음수가 되어 허수 굴절률이 나타난다.[4]
3. 180° 위상 차 (흡수, Absorption):
  - 전자들이 180도 어긋나서 빛을 방출하면, 원래의 빛과 상쇄 간섭을 일으켜 빛의 세기가 줄어든다.
  - 이는 불투명한 물질에서 빛의 흡수로 나타나며, 허수 굴절률과 관련이 있다.
4. 0° 위상 차 (증폭, Amplification):
  - 전자들이 원래의 빛과 동일한 위상(in phase)으로 빛을 방출하면, 빛이 증폭된다.
  - 자연에서 드문 현상이지만 레이저에서의 유도 방출에서 발생한다.
  - 흡수와는 반대 부호를 가진 허수 굴절률을 나타낸다..

## 같이 보기
- 빛의 속도
- 전반사
- 복굴절